# Peter Lux
Peter Lux (Salzgitter, 4 de outubro de 1962) é um ex-futebolista profissional alemão que atuava como meia.

## Carreira
Peter Lux se profissionalizou no Eintracht Braunschweig.

## Seleção
Peter Lux integrou a Seleção Alemã-Ocidental de Futebol nos Jogos Olímpicos de Verão de 1984, em Los Angeles.